# Larry Melnyk
Larry Joseph Melnyk (* 21. Februar 1960 in Saskatoon, Saskatchewan) ist ein ehemaliger kanadischer Eishockeyspieler. Der Verteidiger absolvierte zwischen 1980 und 1990 über 400 Spiele für die Boston Bruins, Edmonton Oilers, New York Rangers und Vancouver Canucks in der National Hockey League. Mit den Oilers gewann er dabei in den Playoffs 1985 den Stanley Cup.

## Karriere
Larry Melnyk wurde in Saskatoon geboren und wuchs in Winnipeg sowie später in New Westminster auf. Dort war er ab der Saison 1977/78 für die New Westminster Bruins in der Western Canada Hockey League aktiv, die sich ab dem Folgejahr nur noch Western Hockey League nennen sollte. Bereits in seiner ersten Saison gewann er mit den Bruins die Playoffs um den Ed Chynoweth Cup sowie anschließend auch den prestigeträchtigen Memorial Cup. Im Jahr darauf vertrat er die kanadische Junioren-Nationalmannschaft bei der Junioren-Weltmeisterschaft 1979 und erreichte dort mit dem Team den fünften Platz. Anschließend wählten ihn die Boston Bruins an 78. Position im NHL Entry Draft 1979 aus.
Mit Beginn der Spielzeit 1980/81 wechselte Melnyk in die Organisation der Boston Bruins, jedoch gelang es ihm im Laufe der folgenden Jahre nicht, sich in der National Hockey League (NHL) zu etablieren. Stattdessen wurde er regelmäßig in der American Hockey League (AHL) eingesetzt, bei den Farmteams der Bruins, den Springfield Indians, den Baltimore Skipjacks, den Erie Blades sowie den Hershey Bears. Schließlich wurde der Verteidiger im März 1984 an die Edmonton Oilers abgegeben, die im Gegenzug John Blum nach Boston schickten. Auch bei den Oilers kam der Kanadier zu regelmäßiger Einsatzzeit bei den Nova Scotia Oilers in der AHL, gewann allerdings mit Edmonton in den Playoffs 1985 den Stanley Cup, wobei er auf zwölf Partien kam und dabei fünf Scorerpunkte beisteuerte.
Nach diesem Erfolg wurde Melnyk im Dezember 1985 samt Todd Strueby zu den New York Rangers transferiert, während die Oilers Mike Rogers erhielten. Bei den Rangers stand der Abwehrspieler erstmals fest im NHL-Aufgebot und verzeichnete mit 15 Punkten aus 73 Spielen der Saison 1986/87 seinen Karriere-Bestwert. Nach knapp drei Jahren sandten ihn die Rangers mitsamt Willie Huber zu den Vancouver Canucks und erhielten dafür Michel Petit. Bei den Canucks, die seine letzte NHL-Station darstellen sollten, war er weitere etwa zweieinhalb Jahre aktiv, bevor er seine Laufbahn nach der Spielzeit 1989/90 für beendet erklärte. Insgesamt hatte Melnyk 498 NHL-Spiele absolviert und dabei 86 Scorerpunkte erzielt.

## Erfolge und Auszeichnungen
- 1978 Ed-Chynoweth-Cup-Gewinn mit den New Westminster Bruins
- 1978 Memorial-Cup-Gewinn mit den New Westminster Bruins
- 1985 Stanley-Cup-Gewinn mit den Edmonton Oilers

## Karrierestatistik

### International
Vertrat Kanada bei:
- Junioren-Weltmeisterschaft 1979

(Legende zur Spielerstatistik: Sp oder GP = absolvierte Spiele; T oder G = erzielte Tore; V oder A = erzielte Assists; Pkt oder Pts = erzielte Scorerpunkte; SM oder PIM = erhaltene Strafminuten; +/− = Plus/Minus-Bilanz; PP = erzielte Überzahltore; SH = erzielte Unterzahltore; GW = erzielte Siegtore; 1 Play-downs/Relegation; Kursiv: Statistik nicht vollständig)